# Panchito Lombard
 Panchito Lombard  (  Buenos Aires, Argentina, 26 de septiembre de 1945) es un actor de cine, televisión y teatro que se destacó como actor infantil. Era sobrino de la actriz Liana Lombard.

## Actividad profesional
Debutó en cine a los 5 años en Almafuerte (1949) y la naturalidad con la que se desempeñó en ese filme, al igual que en sus trabajos posteriores, causó sorpresa y lo convirtió en una de las figuras infantiles más convocados de ese momento. Por esa película fue galardonado con el Premio: Cóndor Académico de 1949 de la Academia de Artes y Ciencias Cinematográficas de la Argentina como Mejor Actor Infantil. Actuó en otras películas y en El extraño caso del hombre y la bestia (1951) encarnó al hijo del Dr. Jeckyll, personaje éste a cargo del también director Mario Soffici, con elogios por parte de la crítica. Interrumpió sus trabajos fílmicos en 1955 después de aparecer ese año en En carne viva de Enrique Cahen Salaberry y Ayer fue primavera de Fernando Ayala para retornar por última vez, ya adulto, en Simplemente María (1972) dirigido por Enzo Bellomo.
Debutó en el teatro en 1954. Se destacó en su participación en Medea, de Eurípides, junto a María Luisa Robledo en el Teatro Fray Mocho. También trabajó en la obra Un tal Servando Gómez de Samuel Eichelbaum, con Santiago Gómez Cou.
En 1955 debutó en televisión en el ciclo Allá en la estancia vieja que tenía el libreto de Máximo Aguirre y al año siguiente protagonizó junto a Alfonso Estela el teleteatro Papito y yo. También tuvo apariciones en otros programas televisivos: Cuentos para mayores de Luis Peñafiel, Obras Maestras del Terror con Narciso Ibáñez Menta y Todo el año es Navidad, de Horacio S. Meyrialle. Su última aparición en televisión fue en 1958 en el ciclo Llamen al inspector Ploper, con libretos de Eloy Rébora, protagonizado por Ana Casares y Tito Alonso.

## Declaraciones
Sobre su debut en cine declaró:

“Cuando fuimos con mi madre, al set de filmación de "Almafuerte", quedé sumamente impresionado por la gran presencia de Ibáñez Menta. Yo tenía en ese momento 5 años de edad, Narciso se acercó, me sugirió lo que hacer, y se realizaron las tomas con la mayor naturalidad y sin ningún esfuerzo….luego tuve la suerte de trabajar con otros directores como Fernando Ayala, un hombre refinado y culto en "Ayer fue Primavera", con Mario Soffici, en "El extraño caso del hombre y la bestia". y también recuerdo a Vatteone que me dirigió en "El cura Lorenzo".

## Filmografía
Actor
- Simplemente María (1972)
- En carne viva (1955) …Jaime
- Ayer fue primavera (1955)
- El cura Lorenzo (1954)
- El baldío (1952)
- El extraño caso del hombre y la bestia (1951) …Enriquito
- Martín Pescador (1951)
- Una noche cualquiera (1951)
- Almafuerte (1949)